# Spinolestes
Spinolestes ist eine ausgestorbene Gattung früher Säugetiere, die in der Unterkreide vor rund 127 bis 125 Millionen Jahren lebte. Sie gehört zur Familie der Gobiconodontidae innerhalb der Gruppe der Eutriconodonta, deren Vertreter im Mesozoikum recht vielfältig auftraten und die damals größten bekannten Säugetiere stellten. Die Gattung ist nur von einem – nahezu vollständigen – Skelett bekannt. Dieses wurde in der Fossillagerstätte von Las Hoyas im zentralen Spanien entdeckt. Das Tier, das den Artnamen Spinolestes xenarthrosus erhielt, erreichte die Größe einer heutigen Maus und lebte vermutlich am Rand von Gewässern, wo es sich räuberisch ernährte. Die Erhaltung des Skelettes ist außerordentlich gut und gibt auch Teile der Weichteilbedeckung in Form von Haut und Haaren wieder, ebenso wie einzelne innere Organe nachgezeichnet sind. Dadurch konnte aufgezeigt werden, dass die für heutige Säugetiere typische Unterteilung des Fells in Deck- und Wollhaar bereits bei den frühen Vertretern des Mesozoikums entwickelt war. Darüber hinaus lassen sich besondere Haarbildungen in Form von Stacheln nachweisen, ebenso wie verhornte Hautschuppen. Eine weitere Besonderheit im Skelettbau stellen zusätzliche Gelenkflächen an den Wirbeln dar, die die Wirbelsäule stärker verfestigten. Die wissenschaftliche Beschreibung der Gattung erfolgte im Jahr 2015.

## Merkmale
Spinolestes war ein mäuse- bis rattengroßes Tier mit einem rekonstruierten Körpergewicht von 52 bis 72 g, womit es unter den Säugetieren des Mesozoikums in etwa einen mittelgroßen Vertreter darstellte. Bisher ist nur ein einziges Skelett bekannt, das auf der linken Seite liegt, mit Ausnahme des Schädels, der disartikuliert vom restlichen Körper auf der Stirn ruht. Der Schädel maß insgesamt 35,8 mm in der Länge, die Breite zwischen den Jochbögen betrug 17,5 mm. Er war nur leicht gestreckt, wies aber ein kräftiges, abgerundetes Rostrum auf. Der geschlossene Jochbogen verlief relativ gerade und weniger ausladend. Er wurde hauptsächlich vom Bogenfortsatz des Schläfenbeins gebildet und reichte etwa bis zur Glenoidgrube für das Unterkiefergelenk. Die Glenoidgruben waren seitlich verlängert, aber nicht trogartig gestaltet. Die Gelenkflächen des Hinterhauptsbein besaßen eine große, ovale Gestalt. Der Unterkiefer war mit 28,7 mm relativ kurz, aber robust gebaut. Am hinteren Ende fehlte der Winkelfortsatz, ein auffälliges Kennzeichen der Eutriconodonta, die Region zeigte eine deutliche Rundung und war mit kräftigen Knochenleisten versehen. Der Meckelsche Knorpel, der bei den Höheren Säugetieren im Unterkiefer absorbiert ist, war bei Spinolestes wie bei anderen Eutriconodonten verknöchert. Er hatte eine spangenförmig lange und kurvige Gestalt und besaß ein stumpfes Ende. Die Ausbildung des Meckelschen Knorpels gibt an, dass das Mittelohr charakteristischerweise über diesen noch mit dem Unterkiefer in Verbindung gestanden hat; es ist allerdings nicht überliefert. Der Gelenkfortsatz wies gegenüber dem Kronenfortsatz und dem Unterkieferkörper eine Drehung auf, die Unterkiefergelenke waren oval und breit gestaltet. Das Gebiss verfügte noch über den urtümlichen Aufbau der frühen Säugetiere mit einer erhöhten Anzahl an Molaren. Die Zahnformel lautete: {\displaystyle {\frac {3.1.2.4}{3.1.2.4}}}, insgesamt waren also 40 Zähne ausgebildet. Allerdings befand sich das Tier zum Zeitpunkt des Todes im Austausch der hinteren Bezahnung vom Milchgebiss zum dauerhaften Gebiss. Dabei hatte das Milchgebiss, charakteristisch für die Gobiconodontidae und abweichend von den anderen Säugetieren, ontogenetische Vorgänger der Molaren ausgebildet, die allgemein als molariformes angesprochen werden. Die Schneidezähne waren oben kleiner als unten und standen nicht in einer geschlossenen Reihe. Der jeweils innerste besaß eine konische Gestalt und war am größten, im Unterkiefer stand er schräg nach vorn (procumbent), was ein charakteristisches Merkmal der Triconodonten darstellt. Zum Eckzahn hin wurden die Zähne kleiner. Der Eckzahn selbst hatte eine schneidezahnähnliche Gestalt (incisiform). Die hinteren Prämolaren und die Molaren zeigten auf der Kaufläche drei spitze Höcker (tricuspid), von denen der mittlere die prominenteste Form aufwies.
Die Wirbelsäule umfasste 16 Brust-, 7 Lenden-, 3 Kreuzbein- und 22 Schwanzwirbel, Halswirbel sind nicht überliefert. Die Rückenwirbel bildeten eine Serie mit einer Länge von 8,3 cm, die Schwanzwirbelsäule wurde 10,7 cm lang und umfasste somit etwa die Hälfte der Gesamtkörperlänge. Von den 23 Rückenwirbeln setzten an insgesamt 20 Rippen an, die zweiköpfig und von rundem Querschnitt waren. Vom 9. und 10. bis zum 16. und 17. Rückenwirbel kamen an den Querfortsätzen zusätzliche Gelenkflächen vor, sogenannte Xenarthrale oder Nebengelenke, die ein definierendes Merkmal für die Nebengelenktiere Südamerikas sind, aber gelegentlich auch bei anderen, mit den Nebengelenktieren nicht näher verwandten Säugetieren auftreten. Spinolestes und den anderen Gobiconodontiden fehlte beispielsweise der Zitzenfortsatz (Processus mammillaris), der bei den Nebengelenktieren eine der typischen xenarthralen Verbindungen bildet. Die Schwanzwirbel waren an der Schwanzbasis relativ kurz, verlängerten sich aber nach hinten und wurden schlanker. Einige der vorderen Schwanzwirbel wiesen gedoppelte Querfortsätze auf. Die Wirbelbögen waren relativ lang und nach vorn orientiert. Der Schultergürtel glich generell dem der Theria und war mit einem breiten, im Umriss dreieckigen Schulterblatt ausgestattet. Die Schultergräte setzte sehr hoch an, das Acromion, eine prominente Muskelansatzstelle, war nach vorn und unten gerichtet. Ein weiterer Fortsatz befand sich am hinteren Rand. Zudem war ein Schlüsselbein von robuster und kurviger Gestalt ausgebildet. Der Oberarmknochen, der 19,7 mm lang wurde, hatte einen halbkugelförmigen Gelenkkopf, der keinen Halsansatz besaß. Der untere Teil des Schaftes war um rund 40° gegen den Uhrzeigersinn gedreht. Am Ellenbogengelenk waren die Gelenkfläche für die Elle und die Speiche voneinander getrennt, was ein eher urtümliches Merkmal darstellt, außerdem traten markante Ansatzstellen für die Armmuskulatur auf. Elle und Speiche waren nicht verwachsen, der obere Gelenkfortsatz der Elle, das Olecranon, hatte eine massige, aber kurze Gestalt und nahm nur rund 20 % der Länge des Gesamtknochens ein, die 20,1 mm betrug. Im Gegensatz zur deutlich modernen Gestaltung des Schultergürtels wies das Becken in Übereinstimmung mit anderen Eutriconodonten einen eher urtümlichen Aufbau auf, seine drei Knochen waren an der Hüftgelenkspfanne nicht verwachsen. Der für die Beuteltiere markante Beutelknochen trat als breite, dreieckige Bildung auf. Der Oberschenkelknochen wurde 22,7 mm lang, der Gelenkkopf saß auf einem deutlichen Hals. Der Große Rollhügel erreichte etwa die Höhe des Oberschenkelkopfes, der Kleine Rollhügel war dagegen nicht prominent. Sowohl das Schien- als auch das Wadenbein besaßen einen runden Schaft und waren von annähernd gleicher Größe. Sie wiesen keine knöcherne Verbindung auf. Am Kniegelenk war zudem eine Fabella ausgebildet. Die Hände besaßen fünf Strahlen, die einzelnen Fingerknochen waren eher kurz und dick. Jeder Fingerstrahl endete in krallenartige Glieder, die nicht sehr gebogen, und seitlich nur moderat verschmälert waren. An den Seiten befanden sich auch kleine Einkerbungen, in den die Hornaufsätze einrasteten. Der Fuß ist beim aufgefundenen Skelett disartikuliert und um den Schädel verstreut.

## Fundstelle
Das bisher einzige bekannte Skelett von Spinolestes kam in der Fossillagerstätte von Las Hoyas rund 20 km östlich der Stadt Cuenca in der gleichnamigen Provinz im zentralen Spanien zu Tage. Die Fossilfundstelle befindet sich im Iberischen Gebirge im östlichen Teil der Iberischen Halbinsel, und zwar im Hochland von Serranía de Cuenca, welches wiederum in mehrere Nebenbecken unterteilt werden kann, von denen eines Las Hoyas darstellt. Die ältesten kontinentalen Ablagerungen der Serranía de Cuenca bestehen aus Sand- und Kalksteinen, die der Unterkreide angehören und diskordant über mitteljurassischen Kalksteinen marinen Ursprungs liegen. Die terrestrischen Sedimente können zwei Formationen zugewiesen werden, wobei die untere El-Collado-Formation nur wenig aufgeschlossen ist. Viel umfangreicher sind die Ablagerungen der La-Huérguina-Formation, die bis zu 400 m mächtig werden und insgesamt vier Schichtgliedern oder Untereinheiten entsprechen. Die exzeptionelle Fundstelle Las Hoyas gehört innerhalb dieser dem zweiten Schichtglied (von unten gezählt) an, welches mit Rambla de Las Cruces II bezeichnet wird. Es besteht aus einer Folge von fein geschichteten Kalksteinen (Plattenkalk), die auf einen oder mehrere ehemalige Seen beziehungsweise eine Überflutungsebene in einer ursprünglich schwach reliefierten Landschaft zurückgehen.
Die Fossillagerstätte Las Hoyas wurde 1985 entdeckt. Das Fundmaterial aus den fein laminierten Ablagerungen zeichnet sich durch eine außerordentlich gute Erhaltung aus und setzt sich aus einigen Tausend Spuren- und Körperfossilien zusammen. Die nachgewiesenen Organismen umfassen Bakterien, Pilze, Algen, Protisten, Pflanzen und Tiere und gehören insgesamt über 130 Gattungen an. Unter den Tieren sind sowohl Wirbellose als auch Wirbeltiere vertreten, sie werden häufig im anatomischen Verband mit nur minimalen Verlagerungsspuren aufgefunden. Insgesamt dominieren die Gliederfüßer, die fast 45 % des Gesamtfundmaterials stellen. Besonders hervorzuheben ist die Insektenfauna, die eine der aussagekräftigsten des Mesozoikums darstellt. Zu den bisher bestimmten Wirbeltieren gehören Fische, Amphibien, Schuppenkriechtiere und Archosaurier. Las Hoyas gibt unter anderem einen Einblick in die frühe Entwicklung der Vögel, neben diesen sind unter den Dinosauriern vor allem Ornithomimosaurier und Allosaurier vertreten. Spinolestes ist dem gegenüber das erste bekannte Säugetier der Fundstelle. Darüber hinaus ist aber Las Hoyas auch für die ausgezeichnete Erhaltung des Weichteilgewebes bekannt, welches in Form von Federn, Hautresten, Mageninhalten beziehungsweise Gewöllen vorliegt. Mit Hilfe der reichhaltigen Floren- und Faunengemeinschaft kann eine subtropisch beeinflusste Landschaft rekonstruiert werden, die von Koniferen-Pflanzengemeinschaften geprägt war. Aus biostratigraphischer Sicht ist eine Einstufung in das ausgehende Barremium vor etwa 127 bis 125 Millionen Jahren anzunehmen.

## Paläobiologie

### Überlieferung der Weichteile
Das Skelett von Spinolestes aus Las Hoyas zeigt eine außerordentlich gute Konservierung des Weichteilgewebes. Dies ist auf die Einwirkung mikrobiotischer Prozesse zurückzuführen, wodurch die organischen Bestandteile in Folge der Einlagerung von Phosphaten überliefert wurden. Besonders hervorzuheben sind Reste der Haut und des Haarkleides, die sich in einzelnen Bereichen des Körpers und Kopfes abzeichnen. Unter anderem erhielt sich in der Scheitelbeingegend, dem Hals und der Schulter eine Bedeckung aus Deckhaar, die sich auch über den Rücken und den Schwanz zieht. Möglicherweise handelte es sich hierbei um eine Art Mähne, die sich als Rückenstreifen weiterzog. Dem gegenüber ist am restlichen Körper dichtes Wollhaar überliefert. Die Teilung des Fells in Deck- und Wollhaar, was heute typisch ist für Säugetiere und sowohl bei den Kloakentieren, den Beuteltieren und den Höheren Säugetieren vorkommt, war demzufolge schon bei den frühen Säugetieren des Mesozoikums ausgeprägt. Einzelne Hautreste aus dem mittleren Rückenbereich lassen charakteristische Fältchen erkennen, in denen sich Haarfollikel befinden, aus denen Deck- und Wollhaare bündelartig sprießen. In den Follikeln können teilweise eiförmige Strukturen nachgewiesen werden, die als Haarwurzeln interpretierbar sind. Die Einzelhaare sind auch strukturell erhalten. So werden die Haare des Deckhaars etwa 3 bis 5 mm lang und haben einen Durchmesser von 20 bis 35 μm. Sie sind äußerlich (auf der Cuticula) mit einzelnen Schuppen bedeckt, die ein irreguläres Muster bilden. Gespaltene Haare zeigen einen Markkanal (Medulla), der nicht durchgehend, sondern in einzelne Kammern untergliedert ist. Die Haarrinde (Cortex) ist breit und besteht aus spindelförmigen Zellen. Die Wollhaare sind demgegenüber deutlich dünner und kürzer. Ihre Cuticula ist mit ringförmig angeordneten Schuppen bedeckt. An einzelnen Haaren treten in bestimmten Bereichen der Schäfte auffallende Verdickungen von etwa 1 mm Länge auf. Im modernen Vergleich ähneln sie bestimmten Haarerkrankungen durch Pilzinfektionen, etwa der Dermatophytose, allerdings könnte diese Erscheinung auch durch postmortale Prozesse verursacht sein.
Hervorzuheben sind im Beckenbereich vorkommende deutlich dickere Haare, die einen Durchmesser von 80 bis 130 μm haben. Sie bestehen aus mehreren verwachsenen Röhren, die jeweils äußerlich beschuppt sind und im Innern eine Medulla besitzen. Die Röhren stellen wahrscheinlich Einzelhaare dar, die zu Stacheln verwachsen sind. Diese Protostacheln bilden einen dichten Bewuchs, bei dem sich dickere und dünnere abwechseln. Die Orientierung der Stacheln ist nicht einheitlich, sondern zufällig oder irregulär. Zusätzlich konnten im Rückenbereich noch schuppenartige Hautbildungen nachgewiesen werden, die jeweils rund 4 mm lang sind und einen ovalen oder rundlichen Umriss aufweisen. Unter der Annahme, dass sie ursprünglich von einer Keratinschicht bedeckt waren, könnten diese Strukturen Hautschuppen darstellen, die den Körper regellos bedeckten, zusammen mit den Protostacheln aber eine homogene Matrix bildeten.
Am Rücken und Hals lässt sich infolge der Nachzeichnung des Weichteilgewebes ein Teil des Körperumrisses erkennen. Die Rückenlinie ist fast vollständig erhalten, vorn ist trotz der Verlagerung des Schädels die Ausbildung des Kopfes erkennbar. Erhalten ist dabei auch die Form des linken Ohres, das 17,5 mm lang und 8,5 mm breit war und eine halbovale Gestalt hatte, die Ohrmuschel war möglicherweise nackt. Innerhalb des vorderen Brustkorbs befindet sich ein rund 11 mm langer, sedimentgefüllter Körper, der aufgrund seiner Position als Überrest der Lunge interpretiert wird. Unterstützt wird diese Sichtweise durch zahlreiche verzweigte Röhrchen, die offensichtlich das Bronchialsystem repräsentieren, durch das die Luftströmung zu den Lungenbläschen geleitet wird. Ein rötlicher Fleck von 20 mm Ausdehnung hinter den Lungen wird dagegen als Hinweis auf die Leber angesehen, wobei die auffällige Farbgebung auf die Anreicherung von Eisen in dem Organ zurückzuführen ist. Indirekt kann durch die Lage der Lunge und der Leber sowie den sich bogenförmig dazwischen erstreckenden Zwischenraum, der vom unteren Ende der dritten Rippe konvex zum Rippenansatz der 15. Rippe an der Wirbelsäule verläuft, auf das Vorhandensein des Zwerchfells bei Spinolestes geschlossen werden. Das Zwerchfell der Säugetiere entwickelte sich mit der Funktion als Atemmuskel gemeinsam mit den zunehmend guten und ausdauernden Laufeigenschaften der Tiere; der frühe Hinweis bei Spinolestes lässt aber annehmen, dass die Struktur schon bei mesozoischen Säugetieren bestanden hatte.

### Lebensweise
Spinolestes lebte vermutlich überwiegend terrestrisch. Darauf verweisen die verhältnismäßig kurzen Fingerglieder der Hand und die nur wenig gekrümmten Endphalangen, die so eine stärker arboricole Fortbewegung ausschließen. Der allgemeine Bau des Bewegungsapparates deutet darauf hin, dass sich Spinolestes wie sein naher Verwandter Gobiconodon eher gehend fortbewegte. Die vergleichsweise relativ breiten Endglieder der Finger unterstützen aber ein Graben im Boden, worauf auch die zahlreichen erhabene Flächen an den Armknochen hinweisen, die eine kräftige Vorderbeinmuskulatur annehmen lassen. Gegen eine ausschließlich fossoriale (unterirdisch grabende) Lebensweise von Spinolestes spricht jedoch das im Verhältnis zur Länge der Elle auffallend kurze Olecranon, deren Relation zueinander im unteren Bereich der bei rezenten grabenden Tieren liegt. Demnach haben die Vertreter von Spinolestes gelegentlich im Boden nach Nahrung gescharrt oder gekratzt. Dabei könnte unter anderem der Schwanz stützend für den Körper gewirkt haben, was bei heutigen grabenden Tieren häufig der Fall und aufgrund der Form und Ausbildung der Schwanzwirbel bei Spinolestes zu vermuten ist. Bemerkenswert sind darüber hinaus die Nebengelenke der Brust- und Lendenwirbel, die zur Verstärkung der Wirbelsäule dienen. Derartige Bildungen kommen heute unter anderem bei den südamerikanischen Nebengelenktieren vor, sie sind zudem bei einzelnen fossilen Formen nachgewiesen, etwa beim ebenfalls mesozoischen Fruitafossor aus der Morrison-Formation von Colorado. Wie die heutigen Gürteltiere und die Ameisenbären war Fruitafossor im Skelettbau deutlich an das Graben im Erdreich angepasst, wobei die stärker verschränkte Wirbelsäule diese Lebensweise befürwortet. Analog zu den Nebengelenktieren besitzt Fruitafossor ein homodontes Gebiss, dessen Zähne außerdem wie bei den Nebengelenktieren keinen Zahnschmelz mehr aufweisen; beides stellt eine extreme Spezialisierung dar. In diesen Merkmalen weicht Spinolestes deutlich ab und ähnelt eher den heutigen Angehörigen von Scutisorex, einer afrikanischen Spitzmausgattung, die ebenfalls über Nebengelenke an der Wirbelsäule verfügt, aber ein normales, heterodontes Gebiss besitzt. Die Tiere bewohnen sumpfige Palmenwaldgebiete und ernähren sich von Insektenlarven. Ihre Nahrung suchen die Tiere, indem sie sich zwischen dem Stamm der Bäume und am Boden liegenden Palmwedeln einklemmen und mit Hilfe ihres verstärkten Rückens die Wedel wegstemmen. Für Spinolestes kann basierend auf den anatomischen Merkmalen eine ähnliche Lebensweise angenommen werden, die markant spitzhöckrige Zahngestaltung bei den Gobiconodontidae befürwortet eine allgemein fleisch- bis allesfresserische Ernährung.
Im Aufbau und der nur lokalen Ausbildung der Stacheln am Hinterteil zeigt Spinolestes wiederum Übereinstimmungen mit den heutigen Stachelmäusen, möglicherweise hatten die Haarbildungen auch eine ähnliche Funktion. Die Stacheln können bei den Stachelmäusen leicht abgestreift werden, was beim Fluchtverhalten eine Rolle spielt. Dadurch kann ein Tier, wenn es von hinten gebissen wird, relativ leicht fliehen, während der Beutegreifer nur die Stacheln im Maul zurückbehält. Eine ähnliche Schutzfunktion könnten auch die Hautschuppen von Spinolestes gehabt haben.

## Systematik
Spinolestes ist eine Gattung aus der Familie der Gobiconodontidae innerhalb der heute ausgestorbenen Gruppe der Eutriconodonta. Die Eutriconodonta waren recht variantenreich im Mesozoikum vertreten und schlossen die damals größten bekannten Säugetiere ein. Benannt sind sie nach ihrem hervorstechenden Merkmal, den drei – in Reihe angeordneten – Höckern auf den Kauflächen der Molaren. Allerdings ist dieses Merkmal eher ursprünglich und kommt auch bei anderen, nicht näher verwandten Formen vor (aus diesem Grund wurde von Othniel Charles Marsh 1887 der Begriff Triconodontidae eingeführt, der zahlreiche urtümliche Säugetiere mit dreikuppigen Zähnen vereinte). Bei den Eutriconodonta sind die Zähne aber seitlich deutlich verschmälert. Insgesamt waren die Vertreter der Eutriconodonten relativ kräftig gebaut und stellten der Gestaltung der Zähne zufolge mit den scharfkantigen Spitzen oder Höckern auf der Kauoberfläche räuberisch lebende Tiere dar. Dass sie überwiegend in Gewässernähe lebten, lässt sich aus dem geologischen Befund schließen. Die Eutriconodonta werden teilweise an die Basis der Kronengruppe der Säugetiere gestellt oder als deren Schwestergruppe angesehen, sie könnten aber auch an der Seite einer Gruppe aus Multituberculata, Gondwanatheria und der Kronengruppe der Säugetiere stehen. Innerhalb der Eutriconodonta werden mehrere Familien unterschieden, von denen eine die Gobiconodontidae stellen. Diese sind überwiegend aus der Unterkreide des zentralen und östlichen Asiens sowie des nördlichen Amerikas überliefert. Aus Europa konnten bisher nur wenige Funde aus Spanien und England in Form von isolierten Zähnen berichtet werden. Die Gobiconodontidae besitzen einen robusten Schädel sowie einen schräg nach vorn ragenden inneren Schneidezahn im Unterkiefer. Die Höckerchen der unteren Molaren liegen in einer Linie, stehen bei den oberen aber in einem Winkel zueinander. Eine Besonderheit der Gruppe findet sich in dem untypischen Zahnwechsel der hinteren Bezahnung von molariformen Vorgängern der hinteren Backenzähne im Milchgebiss hin zu den dauerhaften Molaren. Spinolestes formt innerhalb der Gobiconodontidae eine nähere Verwandtschaftsgruppe mit Gobiconodon und Repenomamus, zwei deutlich größeren Vertretern.
Die wissenschaftliche Erstbeschreibung von Spinolestes erfolgte im Jahr 2015 durch Thomas Martin und Forscherkollegen. Der Holotyp (Exemplarnummer MCCMLH30000) umfasst das bisher einzige Skelett aus Las Hoyas in Spanien, das sich auf vier Einzelplatten verteilt, die zusammengesetzt insgesamt 30 mal 20 cm groß sind. Der Name Spinolestes setzt sich aus dem lateinischen Wort spinosus für „dornig“ oder „stachelig“ als Referenz auf die stachelartigen Haare am Hinterteil und dem griechischen Wort λέστης (lestes) für „Räuber“ oder „Dieb“ zusammen, letzteres wird häufig als Namenszusatz bei räuberisch lebenden Säugetieren gewählt. Die einzige bisher bekannte Art stellt Spinolestes xenarthrosus dar. Das Artepitheton verweist auf die an den Brust- und Lendenwirbel ausgebildeten Nebengelenke und besteht aus den griechischen Bezeichnungen ξένος (xenos) für „fremd“ und ἄρϑρον (arthron) für „Gelenk“.